# Joseph-Hector Fiocco
Joseph-Hector Fiocco (Bruxelles, 20 gennaio 1703 – Bruxelles, 22 giugno 1741) è stato un compositore fiammingo di musica barocca.

## Biografia
Il padre di Fiocco, Pietro Antonio Fiocco, lui stesso musicista, lasciò Venezia per stabilirsi nei Paesi Bassi austriaci nel 1682. Fu suo padre assieme a Jean-Joseph Fiocco, fratellastro compositore e direttore di coro, a fornirgli una formazione musicale, permettendogli di diventare violinista. Fu nominato maestro di canto nel 1731 presso la cattedrale di Anversa. Nel 1737 tornò a Bruxelles, dove ricoprì la stessa funzione presso la concattedrale di Santa Gudula. Fu anche insegnante di greco e latino. Oltre alla formazione ai piccoli cantori, dedicò molta attenzione alla composizione della musica religiosa, come nelle nove Leçons de ténèbres (lezioni di tenebre). Morì a 38 anni.

## Opere
Fiocco compose :
- Sotto forma di manoscritti, molte opere vocali religiose (mottetti, messe, leçons de ténèbres)
- Pezzi per clavicembalo : una raccolta stampata a Bruxelles intorno al 1730 di due suite per clavicembalo dedicate al Duca di Arenberg che incorporano brani in francese e in italiano. Dopo diversi brani della tradizione del Couperin, la prima suite si conclude con una sonata in quattro movimenti in stile italiano : adagio, allegro, andante, vivace.

## Discografia
- Missa solemnis, Trois Leçons de Ténèbres pour le jeudi saint - Bernadette Degelin (soprano), Luc De Meulenaere, Howard Crook, Michel Verschaeve; Roel Dieltiens (viola da gamba); Philippe Malfait; Jean Ferrard, organo; Musica Polyphonica, dir. Louis Devos (1984, Erato NUM 75173) OCLC 873085151
- Pezzi per clavicembalo - Ton Koopman, Van der Elsche Harpsichord, Museo di Anversa (1989, 2CD Astrée E7731) OCLC 954176187
- Pezzi per clavicembalo - Ewald Demeyere, clavicembalo (28 agosto 2012, 2CD Accent) OCLC 808614975
- Piccoli motetti - scherzi musicali, dir. Nicolas Achten (2010, Musique en Wallonie MEW 1054) OCLC 822870554
- Piccoli motetti - scherzi musicali, vol. 2, dir. Nicolas Achten (2017, Musique en Wallonie MEW 1682) OCLC 985194512
- Requiem fiammingo - canto X, dir. Frank Agsteribbe (2019, Et'cetera).